# Słonecznica (roślina)
Słonecznica (Heliosperma (Rchb.) Rchb.) – rodzaj roślin z rodziny goździkowatych. Obejmuje ok. 10 gatunków diploidalnych (2n = 24) występujących w górach południowo-wschodniej i środkowej Europy. Większość gatunków ma drobne zasięgi w górach Półwyspu Bałkańskiego. Dwa gatunki występują w Alpach. Jedynie słonecznica wąskolistna H. pusillum jest szerzej rozprzestrzeniona, sięgając po Tatry na północy, Góry Kantabryjskie na zachodzie i Sycylię na południu. Gatunek ten jest jedynym przedstawicielem rodzaju w Polsce (wymienianym zwykle pod nazwą H. quadridentatum).
Rośliny z tego rodzaju są roślinami wysokogórskimi (oreofitami). Bywają uprawiane, choć raczej rzadko. W Polsce spotykana bywa w uprawie słonecznica alpejska H. alpestre.

## Morfologia
PokrójNiewysokie (do 30 cm wysokości), kępiaste byliny, nasady pędów u niektórych gatunków drewniejące.
LiścieNaprzeciwległe, mięsiste lub cienkie, nagie lub owłosione, czasem ogruczolone.
KwiatyOsadzone na długich szypułkach, zebrane w luźne, szczytowe wierzchotki. Kielich od 3 do 10 mm długości. Płatki białe lub zaróżowione, ząbkowane lub klapowane.
OwoceJajowate torebki o długości 5–8 mm, osadzone na karpoforze o długości od 1 do 5 mm. Zawierają charakterystyczne dla rodzaju nasiona – wyróżniające się obecnością po stronie grzbietowej linii tworzonej przez długie wyrostki.

## Systematyka i taksonomia
Rodzaj wyodrębniony i opisany został po raz pierwszy w 1840 roku pod nazwą Ixoca, a w 1841 roku pod nazwą Heliosperma. Starsza nazwa z powodów błędu we wskazaniu typu nomenklatorycznego oraz braku szerszej akceptacji uznawana jest za synonim. W XIX wieku rodzaj był konsekwentnie wyróżniany jako odrębny. W 1924 zaproponowano jego włączenie do rodzaju lepnica Silene i w drugiej połowie XX wieku w niektórych publikacjach był on ujmowany w jego obrębie jako sect. Heliosperma (Rchb.) Ledeb. Analizy filogenetyczne oparte na badaniach molekularnych potwierdziły wyraźną odrębność i monofiletyzm tego rodzaju w obrębie plemienia Sileneae. Rodzaj wyewoluuował w środkowym lub późnym miocenie. Najbliższymi krewnymi są rodzaje smółka Viscaria i Atocion, a nieco dalszymi petrokoptis Petrocoptis i Eudianthe, wraz z którymi tworzy klad siostrzany względem kladu obejmującego lepnicę Silene.
Rodzaj składa się z trzech wyraźnych kladów zwanych kompleksami gatunków H. alpestre, H. macranthum oraz H. pusillum. Liczba gatunków wyróżnianych w jego obrębie jest różna w zależności od ujęcia – od trzech do 18. Najszerzej rozprzestrzeniony gatunek – słonecznica wąskolistna H. pusillum – bywał często określany nazwą Silene quadridentata lub Heliosperma quadridentatum (w zależności od ujęcia), jednak typifikacja tej nazwy wykazała, że odnosiła się ona do rosnącego w Alpach H. alpestre. Już w 1939 nazwa ta w efekcie została uznana za nomen ambiguum (nazwę wątpliwą). W 2009 nazwa ta została ostatecznie odrzucona, aczkolwiek jeszcze np. w 2020 użyta została w liście flory polskiej.
Wykaz gatunków
- Heliosperma alpestre (Jacq.) Rchb. – słonecznica alpejska
- Heliosperma intonsum (Greuter & Melzh.) Niketic & Stevan.
- Heliosperma macranthum Pancic
- Heliosperma malyi (H.Neumayer) Degen
- Heliosperma nikolicii (A.Seliger & Wraber) Niketic & Stevan.
- Heliosperma oliverae Niketic & Stevan.
- Heliosperma pusillum (Waldst. & Kit.) Rchb. – słonecznica wąskolistna
- Heliosperma retzdorffianum  K.Malý
- Heliosperma tommasinii (Vis.) Vis.
- Heliosperma veselskyi Janka